# Дом-музей Дюрера
Дом Альбрехта Дюрера в старой части Нюрнберга, построенный около 1420 года, — место, где жил и работал художник с 1509 года до своей смерти в 1528 году. Дюрер жил в доме с женой, матерью и своими учениками и подмастерьями. Сегодня дом — музей и принадлежит вместе с Собранием графики Нюрнберга к объединению музеев города.

## Здание
Старейшие балки угла дома в месте, где бывший переулок Циссель выходит на площадь Тиргертнертор согласно дендрохронологическому исследованию датируются 1418 годом, что даёт возможность отнести дату постройки дома к 1420 году. В настоящее время это четырёхэтажное здание, два нижних этажа которого возведены из песчаника, два верхних — фахверковые. Полувальмовая крыша имеет большие слуховые окна (люкарны), выходящие на улицу. Они были реконструированы в XIX веке, когда без особых на то оснований предполагалось, что там размещалась мастерская Дюрера.
В 1501 году дом был приобретён купцом и астрономом Бернхардом Вальтером. Современный вид дом приобрёл, прежде всего, благодаря существенной перестройке верхних этажей, предпринятой Вальтером. Так, на южном фасаде было сделано несколько небольших окон для проведения астрономических наблюдений (gewergk der astronomey, астрономических работ). В Нюрнбергском городском архиве хранится договор, в котором жителям дома запрещается бросать что-либо на соседскую крышу из новых окон. Использование дома в качестве астрономической обсерватории можно видеть на его старинных изображениях.
Согласно договору купли-продажи семья Вальтера продала дом в 1509 году за 275 гульденов Альбрехту Дюреру. По смерти Дюрера его жена Агнеса (ум. 1539) продолжала жить в доме в Циссельгассе, затем его унаследовала сестра Агнесы, Катарина, в замужестве Циннер. 14 ноября 1541 года Катарина Циннер продала дом за 1150 флоринов кузнецу Клаусу Фрейенхамеру. Хотя за всю историю существования здания сохранились сведения о 24 его владельцах, всё же он оставался известным как дом Дюрера. Иоахим фон Зандрарт, видный художник эпохи барокко, почитатель Дюрера, основатель Нюрнбергской академии и автор первой немецкой истории искусств, в 1675 году в главе о Дюрере поместил описание местоположения его дома.
Перед трёхсотлетней годовщиной со дня смерти Дюрера город Нюрнберг в 1826 году приобрёл дом, в нём была оборудована комната-музей. В 1871 году, к юбилею художника, дом был передан Обществу дома Альбрехта Дюрера, с этого времени он становится музеем.
В конце Второй мировой войны старая часть Нюрнберга была почти полностью разрушена, пострадал и дом Дюрера. Для публики музей был открыт уже в 1949 году, став одним из первых восстановленных и доступных общественных зданий в городе. К большой юбилейной выставке, приуроченной к 500-му дню рождения Дюрера в 1971 году у западного фасада была сооружена современная пристройка. Выставочное помещение было переоборудовано в 1996—1998 годах в кинозал. Этот зал предполагается использовать для выставок и конференций.
Благодаря мероприятиям по санации здания, проводящимся с 1990 года, дом находится в очень хорошем состоянии. 
Современный адрес дома — улица Альбрехта Дюрера, 39, он расположен у Тиргертнерторплатц, которая благодаря своему архитектурному комплексу считается одним из самых красивых мест центра города и носит неофициальное название «площадь Дюрера». Площадь Дюрера, на которой установлена статуя Альбрехта Дюрера, расположена южнее в направлении церкви Святого Зебальда — приходской церкви художника.

## Музей
Дом Дюрера — единственный в своём роде музей и мемориал одного из наиболее выдающихся художников Возрождения.
На первом этаже находятся подлинная кухня и две так называемые «комнаты Вандерера» (нем. Wandererzimmer), обустроенные 1870-е годы Фридрихом Вандерером жилые помещения в псевдоготическом стиле — спальня и комната. На верхнем этаже располагается самое большое помещение, в котором могла находиться мастерская. Здесь можно увидеть инструменты и материалы, которыми работали художники, а также устройства для печати, использовавшиеся во время Дюрера. В этой и соседней комнатах демонстрируются способы печати гравюр на дереве и металле — техниках, в которых Дюрер считался непревзойдённым мастером.
История дома как музея и мемориала Альбрехта Дюрера в истории искусств и истории культуры последующих веков всегда была особой выставочной темой. В помещениях галереи мансарды, перестройка которой запланирована на будущее, можно видеть копии важнейших произведений Дюрера, проходят здесь и временные выставки оригинальных работ художника. Это прежде всего место, где экспонируются произведения из Графического собрания города.
С 1 августа 2009 года директором дома-музея и собрания графики является искусствовед Томас Шауерте.
Благодаря аудиогиду  посетители музея могут получить информацию о залах музея на семи языках: немецком,
английском, французском, итальянском, испанском, японском и русском.